# Eduardo Huerta
Eduardo Huerta (Lima, 5 de agosto de 1993) es un futbolista peruano. Juega de defensa y su último equipo fue el club Real Garcilaso de la Primera División del Perú. Tiene 31 años. Actualmente se encuentra inactivo.

## Trayectoria
Inició su carrera en las divisiones menores del club Deportivo AELU en el año 2006. En el año 2009, fue transferido a las divisiones menores del club Sporting Cristal, con el cual formó parte del equipo sub-20 que participó en el Torneo de Promoción y Reserva de 2010. En el año 2012, se integró al club Real Garcilaso, con el cual debutó el 19 de febrero en la Primera División del Perú contra el club Sport Huancayo, obteniendo la victoria por 2 a 0. Posteriormente, su equipo obtuvo el segundo lugar en el Campeonato Descentralizado 2012 y la clasificación a la Copa Libertadores 2013.
En el año 2013 fue transferido al club Binacional de Puno, donde participó en el torneo Copa Perú obteniendo la clasificación hasta la última instancia en la etapa Nacional, donde fue eliminado. Actualmente se encuentra inactivo.

## Clubes
| Club           | País | Año         |
| -------------- | ---- | ----------- |
| Real Garcilaso | Perú | 2012 - 2013 |